# William Paul (judoka)
William Paul es un deportista estadounidense que compitió en judo. Ganó una medalla de bronce en los Juegos Panamericanos de 1967, en la categoría de –93 kg.

## Palmarés internacional
| Juegos Panamericanos | Juegos Panamericanos | Juegos Panamericanos | Juegos Panamericanos |
| Año                  | Lugar                | Medalla              | Categoría            |
| -------------------- | -------------------- | -------------------- | -------------------- |
| 1967                 | Winnipeg (Canadá)    | Medalla de bronce    | –93 kg               |